# Stanična jezgrica
U jezgri možemo uočiti jednu ili više jezgrica koje prepoznajemo po razlici u lomu svjetlosti. Jezgrica je mjesto u jezgri u kojemu se sintetizira rRNK koja se kasnije veže s ribosomskim proteinima u ribosomske podkomponente i zatim prolaze kroz pore jezgrine membrane i odlaze u citoplazmu gdje se spajaju u 80S ribosome. 80S je sedimentacijski koeficijent izražen u jedinicama Svedberg(S), on je karakterističan za eukariote, dok bakterije imaju 70S koeficijent sedimentacije.
Jezgrica (nucleolus) najvidljivija je struktura jezgre u stanici koja se ne dijeli, najčešće se 1-7 jezgrica nalazi u jezgri (nucleusu).
Jezgrica ima dvije vrlo važne uloge koje su usko povezane sa sintezom proteina: 1. U jezgrici transkripcijom nastaje rRNA koji zajedno s ribosomskim proteinima čine ribosom na kojem se odvija sinteza proteina u stanici. 2. Jezgrica je mjesto sklapanja ribosomskih podjedinica. 
U jezgrici se nalaze dugačke DNA molekule koje izviru iz kromosoma, a na kojim se nalaze geni za sintezu rRNA. Takva nakupina gena unutar jezgrice vrlo je važna te se naziva nukleolarni organizator. Takvi geni se velikom brzinom procesom transkripcije uz prisutnost enzima rRNA polimeraze prepisuju do rRNA (rRNK). Tako novonastale rRNA molekule u jezgrici se sklapaju s ribosomskim proteinima čineći ribosomske podjedinice, koje se sklapaju u ribosome na kojima se procesima transkripcije i translacije odvija sinteza vrlo važnih makromolekula koje imaju brojne uloge u našem organizmu - sinteza proteina.